# Droogmansia lancifolia
Droogmansia lancifolia är en ärtväxtart som beskrevs av Anton Karl Schindler. Droogmansia lancifolia ingår i släktet Droogmansia och familjen ärtväxter. Inga underarter finns listade i Catalogue of Life.